# Citius altius fortius

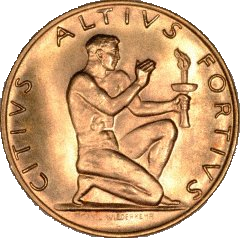
Citius altius fortius

Citius, altius, fortius es una locución latina que significa «Más rápido, más alto, más fuerte - Juntos». Es el lema de los Juegos Olímpicos desde sus comienzos en 1896 hasta la actualidad; con los cinco anillos de diferentes colores entrelazados y con la antorcha, simboliza el espíritu olímpico. La frase fue pronunciada por Pierre de Coubertin en la inauguración de los primeros Juegos de la Edad Moderna, en 1896 (Atenas).
Pierre de Coubertin adoptó este lema para el Comité Olímpico Internacional por él fundado en 1894. El lema fue tomado de su amigo el dominico Henri Didon quien ideó el lema y lo incluyó en el frontispicio de la escuela "Albert le Grand", en Arcueil, de la que era rector.
Henri Didon durante la inauguración en 1891 de un festival deportivo en su escuela arengaba a sus alumnos así:
"Hoy, como les he dicho a los atletas de Albert le Grand, no sólo corremos por nosotros. Tomamos los campos y bosques para ejercitar todos los dones que nuestro Padre celestial nos ha dado; todos los dones que podemos dominar entrenando más duro para correr más rápido, levantando nuestros ojos hacia las más altas posibilidades de los talentos que poseemos y ejercitando nuestras fortalezas y sacando aún más fuerza de nuestros equipos, individual y colectivamente. Les digo hoy, a cada uno de ustedes que está aquí para competir: pueden ir más rápido, pueden llegar más alto, pueden ser más fuertes. Citius, altius, fortius -más rápido, más alto, más fuerte- para la gloria de Dios y el honor de su escuela. Este es el lema de Albert le Grand, pero también es una llamada fresca a cada uno de ustedes para que den lo mejor de sí mientras corren hoy con sus hermanos en el deporte"
En 2021 al lema se le añadió la palabra "Communiter" (Juntos) "Citius, altius, fortius - Communiter" para representar la equidad, diversidad y la solidaridad del mundo después de la pandemia de COVID-19.
Gramaticalmente está formado por el comparativo de superioridad (en su forma de nominativo singular neutro) de los adjetivos citus,-a,-um, altus,-a, -um y fortis,-e.